# Wang Shu-Ming

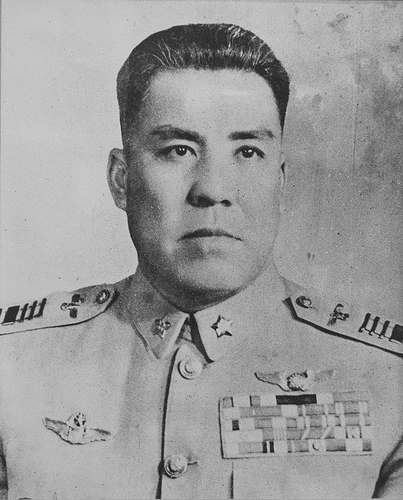
Wang Shu-Ming

Wang Shu-Ming (chinesisch 王叔銘; * 10. November 1905 in Shandong; † 28. Oktober 1998 in Taipeh) war ein Luftwaffengeneral und Diplomat der Republik China.

## Leben
1924 schloss er ein Studium an der Whampoa-Militärakademie auf der Insel Whampoa im Perlfluss in Guangzhou ab. Von Mai 1924 bis September 1925 wurde er an der Geheimen Fliegerschule und Erprobungsstätte der Reichswehr in Lipezk zum Kampfpiloten ausgebildet. Im Juni 1925 nahm er an der "Befriedung" von Yunnan und Guangxi gegen den Warlord Yancy Min und beim Niederschlagen eines Aufstandes von Liu Zhen Huan teil.
1931 absolvierte er einen Lehrgang über Luftaufklärung in der Sowjetunion. Anschließend war er als Direktor der Central Aviation School at Hangzhou. Im Februar 1943 erhielt er das Kommando über die dritte Staffel der Luftstreitkräfte der Republik China. Im Juni 1946 erhielt er das Generalkommando über die Luftstreitkräfte der Republik China. 1951 wurde er als  Generalmajor stellvertretender Kommandeur. Vom März 1952 bis 1. Juli 1957 war er Generalkommandeur der Luftstreitkräfte der Republik China. Von 1. Juli 1957 bis 30. Juni 1959 war er Chef des Generalstabes der Streitkräfte der Republik China. Im Juli 1959 wurde er stellvertretender Direktor des Presidential Strategic Advisory Committee. Von Februar 1962 bis Mai 1972 war er bei der Mission Taiwans beim UNO-Hauptquartier tätig. Von Mai 1972 bis Mai 1975, als Hussein von Jordanien diplomatische Beziehungen mit der Regierung von Hua Guofeng aufnahm, war er Botschafter in Amman.